# Гільєрме Коста Маркес
Гільєрме Коста Маркес (порт. Guilherme Costa Marques, нар. 21 травня 1991, Трес-Ріус) — бразильський футболіст, півзахисник китайського клубу «Гуанчжоу Сіті».

## Ігрова кар'єра
Народився 21 травня 1991 року в місті Трес-Ріус. Вихованець футбольної школи португальської «Браги».
Зігравши за основну команду «Браги» лише один матч в чемпіонаті, восени 2010 року був відданий в оренду в нижчолігову «Візелу», де виступав до кінця року. Повернувшись до «Браги» на початку 2011 року, виступав у її складі до кінця сезону, але зіграв лише у 4 матчах та забив один гол.
Протягом сезону 2011–12 років на правах оренди захищав кольори «Жіл Вісенте», після чого знову повернувся в «Брагу», але весь наступний сезон виступав виключно за другу команду у другому дивізіоні.
До складу польської «Легії» приєднався 14 січня 2014 року на правах оренди до кінця року. Відтоді встиг відіграти за команду з Варшави 4 матчі в національному чемпіонаті і виграти національне чемпіонство, проте основним гравцем так і не став.

## Титули і досягнення
- Чемпіон Польщі (4):

«Легія»:  2013/14, 2015/16, 2016/17, 2017/18
- Володар Кубку Польщі (3):

«Легія»:  2014/15, 2015/16, 2017/18
- Володар Кубок Туреччини (1):

«Трабзонспор»: 2019/20